# Arvid Rosén
Arvid Rosén, född 28 december 1895 i Göteborgs Karl Johans församling, Göteborgs och Bohus län, död 5 januari 1973 i Lindome församling, Göteborgs och Bohus län, var en svensk skolman, läroboks- och sångtextförfattare. Han skrev texten Natten går tunga fjät till Luciasången.
Rosén tog studenten 1914 och studerade sedan vid Göteborgs högskola, där han blev filosofie kandidat 1919 och filosofie magister 1921. Han avlade sedan folkskollärarexamen 1922. Efter provår vid Göteborgs folkskollärarseminarium och lärartjänster vid Göteborgs folkskolor och Göteborgs kommunala mellanskola blev han rektor vid Göteborgs praktiska mellanskolor 1933. Han undervisade i modersmålet, tyska och historia. Under Roséns rektorstid fick skolan 1950 nya lokaler, och efter grundskolereformen används dessa sedan 1971 av Katrinelundsgymnasiet.
Arvid Rosén var sedan den 25 oktober 1924 gift med Ingrid Rosén (1904–2000).